# Malleville-sur-le-Bec
Malleville-sur-le-Bec – miejscowość i gmina we Francji, w regionie Normandia, w departamencie Eure.
Według danych na rok 1990 gminę zamieszkiwały 163 osoby, a gęstość zaludnienia wynosiła 23 osoby/km² (wśród 1421 gmin Górnej Normandii Malleville-sur-le-Bec plasuje się na 737 miejscu pod względem liczby ludności, natomiast pod względem powierzchni na miejscu 530).